# Canadian Canoe Museum
Das Canadian Canoe Museum (Kanadisches Kanumuseum) in Peterborough, Ontario ist das einzige auf Kanus spezialisierte Museum in Nordamerika. Damit füllt es eine Lücke, insofern als das Kanu bis weit in das 19. Jahrhundert das wichtigste Transportmittel in Kanada und in vielen Gebieten der USA war.

## Schwerpunkte
Neben dem in Nordamerika weit verbreiteten Erlebnismuseum, in dem es um das möglichst authentische Nachempfinden von Etappen der Geschichte geht, etwa des Gebrauchs bei den Mi’kmaq oder beim Versuch, selbst ein Kanu zu bearbeiten, bietet das Museum auch eine wissenschaftliche Sammlung. Entsprechend der Hauptthematik konzentriert sich das Museum auf die Kanu fahrenden indigenen Völker Kanadas, also die Algonkin an den Großen Seen, die Nuu-chah-nulth und Küsten-Salish an der Pazifikküste, dann die Haida auf Haida Gwaii, im Norden die Inuit, und an der Atlantikküste Mi’kmaq, Abenaki und Maliseet, Passamaquoddy und Penobscot.
Seit 2002 bemüht sich das Museum, auch die handwerklichen und kulturellen Voraussetzungen des Kanubaus zu dokumentieren und die dazugehörigen Kenntnisse und Fertigkeiten zu vermitteln. Dazu werden jährlich wechselnd Kanubauer der betreffenden First Nations und Inuit eingeladen.

## Geschichte
1957 wurde das Museum als Kanawa Museum von Professor Kirk W. Wipper bei Camp Kandalore, nördlich von Minden, Ontario, gegründet. Es basierte zunächst auf einem einzigen Kanu, das von etwa 1890 stammte, doch bald entstand eine Sammlung. Anfang der 1990er Jahre war endgültig klar, dass das Gebäude für die Sammlung zu klein geworden war, und Wipper übertrug die Verantwortung für die nun Canadian Canoe Museum genannte Sammlung 1994 an eine gemeinnützige Einrichtung. Die Sammlung umfasst inzwischen über 600 Kanus und Kajaks, dazu weitere mehr als tausend Artefakte aus dem Umkreis der Wasserfahrzeuge.
Die Eröffnung des Museums am neuen Standort in Peterborough (910 Monaghan Road) fand am 1. Juli 1997 statt. 2006 wurde Prince Andrew königlicher Patron des Museums, das er zur Feier des 10. Jahres seines Bestehens besuchte.
Am 11. Mai 2024 zog das Museum in ein neues Gebäude direkt am Little Lake um und hat nun die Adresse 2077 Ashburnham Drive, Peterborough, ON. Der "National Geographic" setzte das Museum in seiner Liste "Best of the World 2024" unter die "Best Cultural Spots".